# Église Sainte-Macre de Fismes
L' Église de Fismes  est un édifice classé aux monuments historiques construite du XIIe au XVIIe siècle qui est dédiée à Macre de Fismes.

## Historique
L’église Sainte-Macre, d’architecture romane, date du XIIe siècle et XIIIe siècle. Elle a été remaniée aux XVe, puis aux XVIe siècle pour les bas-côtés. Ensuite lors de la venue de Henri IV avec l'adjonction de la sacristie. Au XVIIIe siècle, c'est la tour qui est remaniée, elle est couronnée par un clocheton. Elle est classée aux Monuments Historiques depuis le 18 novembre 1919. Elle a été fortement endommagée par la Première Guerre mondiale, rebâtie de 1921 à 1928 pour être de nouveau touchée par la guerre de 39-45.

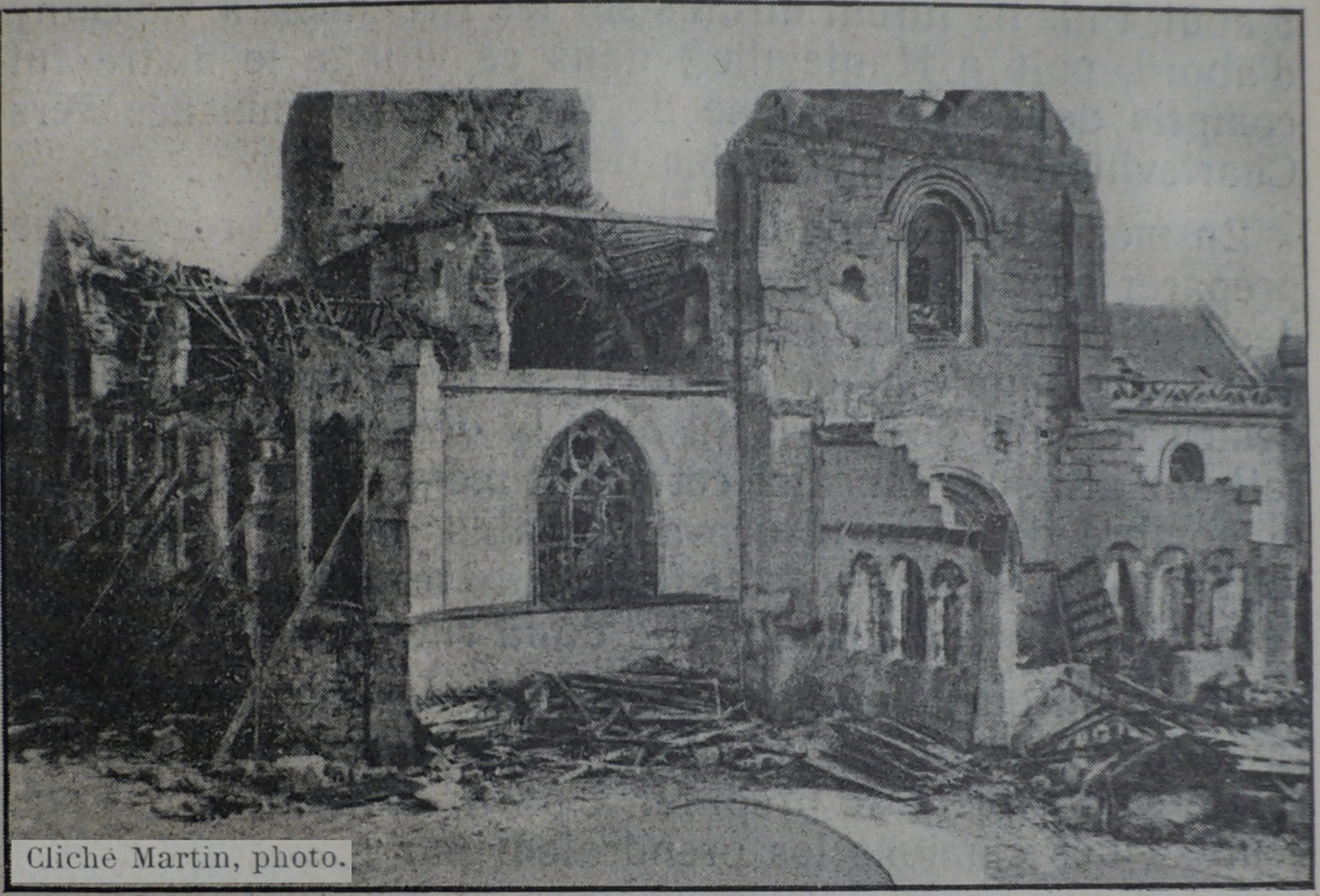
En 1922 dans Matot-Braine.

## Reconstructions
- Un orgue du XVIIe siècle, provenant du l'abbaye d'Igny (?) fut totalement détruit lors de la Première Guerre mondiale, une tribune de béton fut édifiée pour accueillir un orgue Merklin en 1932. Cet orgue est au centre d'une manifestation régulière : Orgues de Fismes en scène.

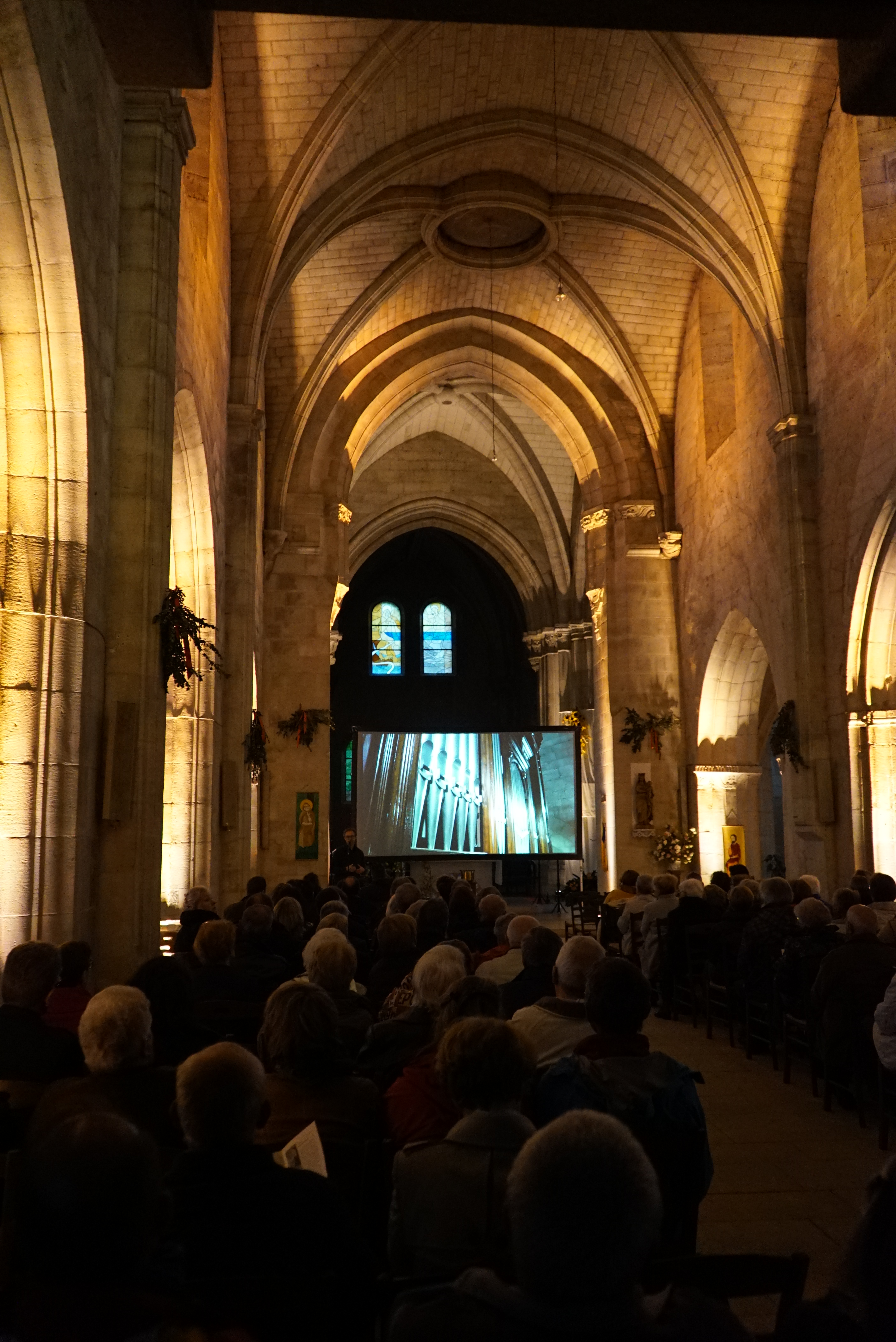
Orgues de Fismes en scène en 2017.

- Des vitraux furent installés au XXIe siècle, réalisés par Bruno Pigeon, maître verrier à Reims, grâce à une donation de Jean-Claude Collot.

## Images de l'extérieur

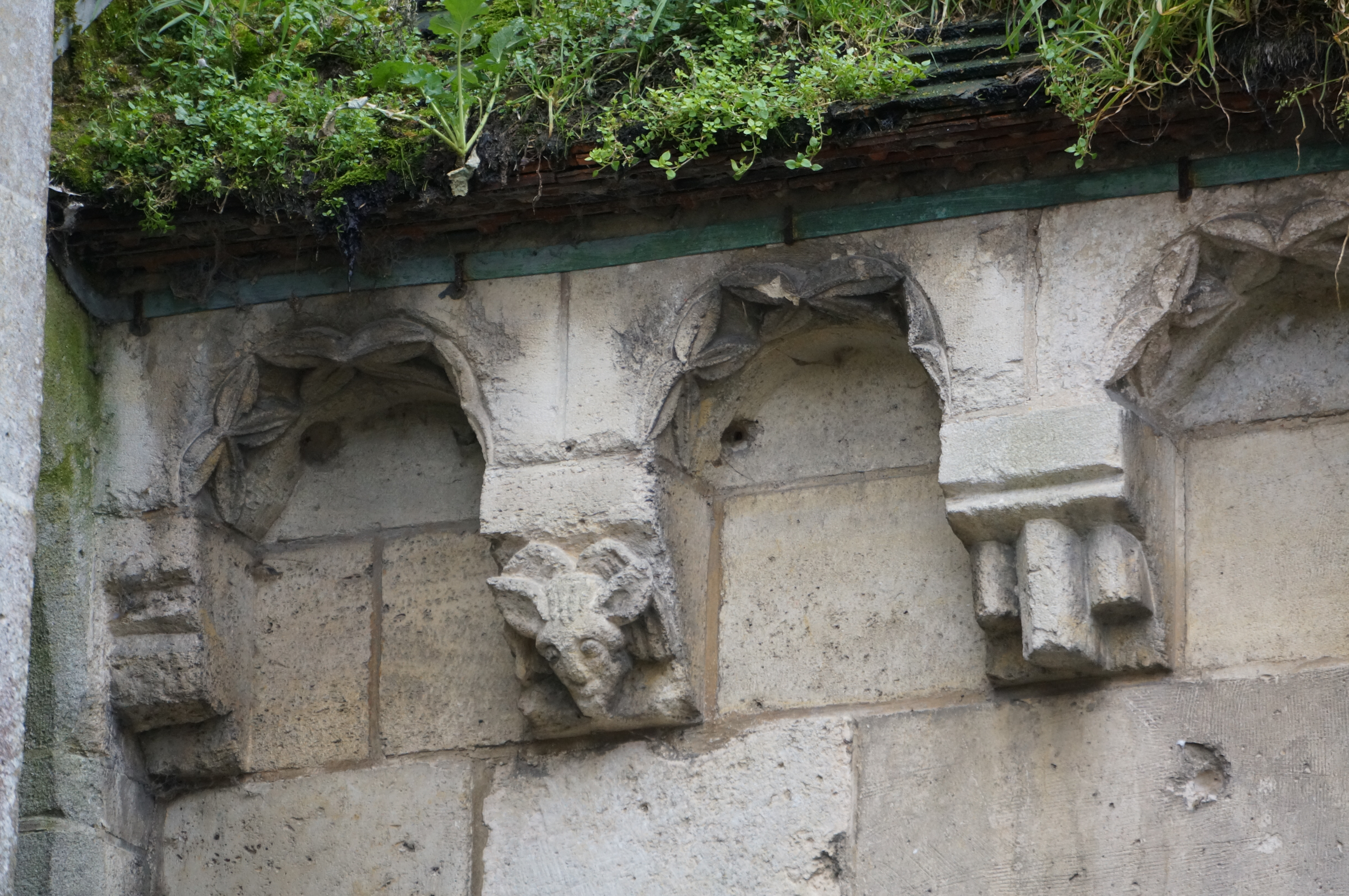
Modillons.
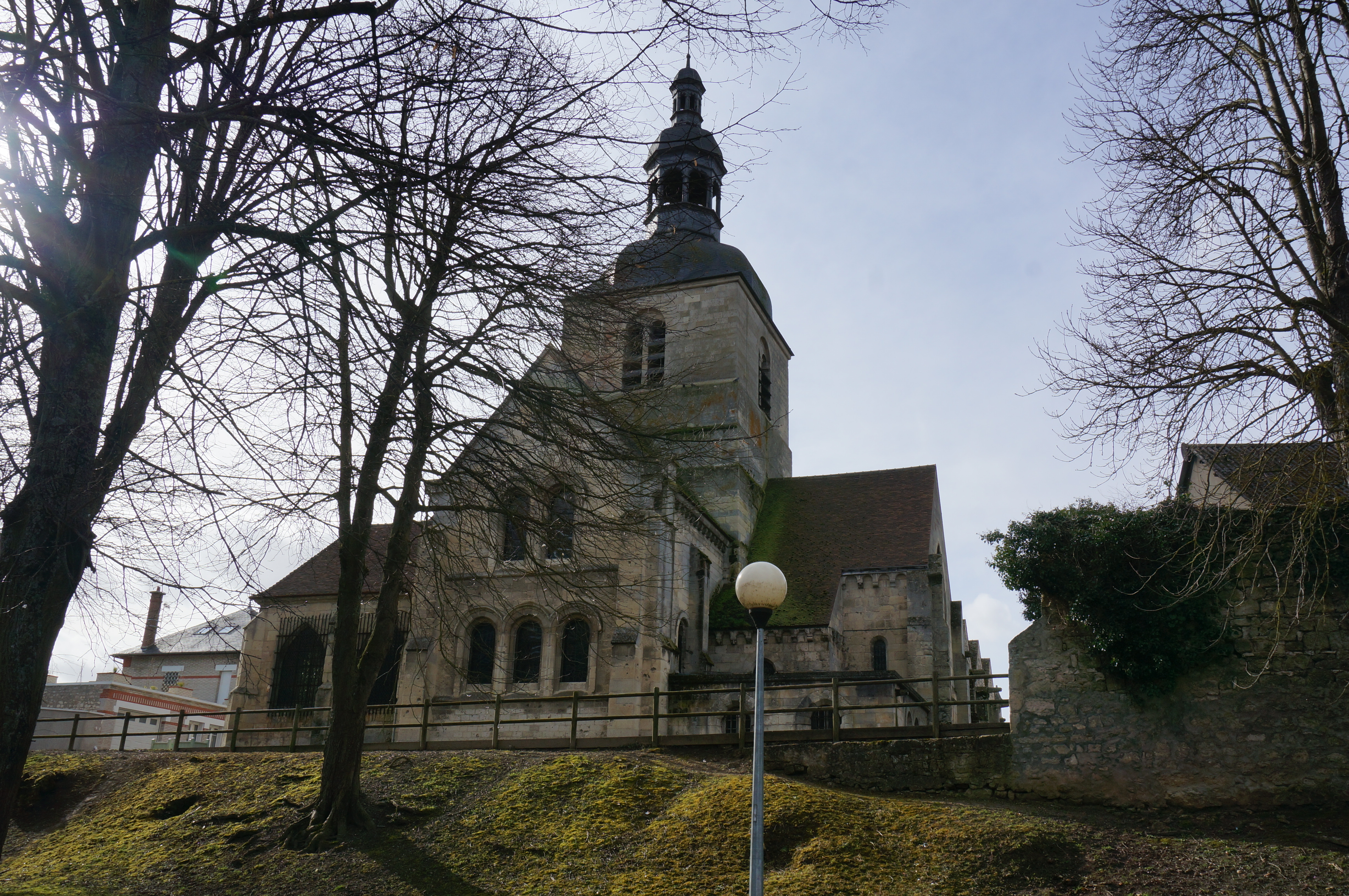
Le chevet.
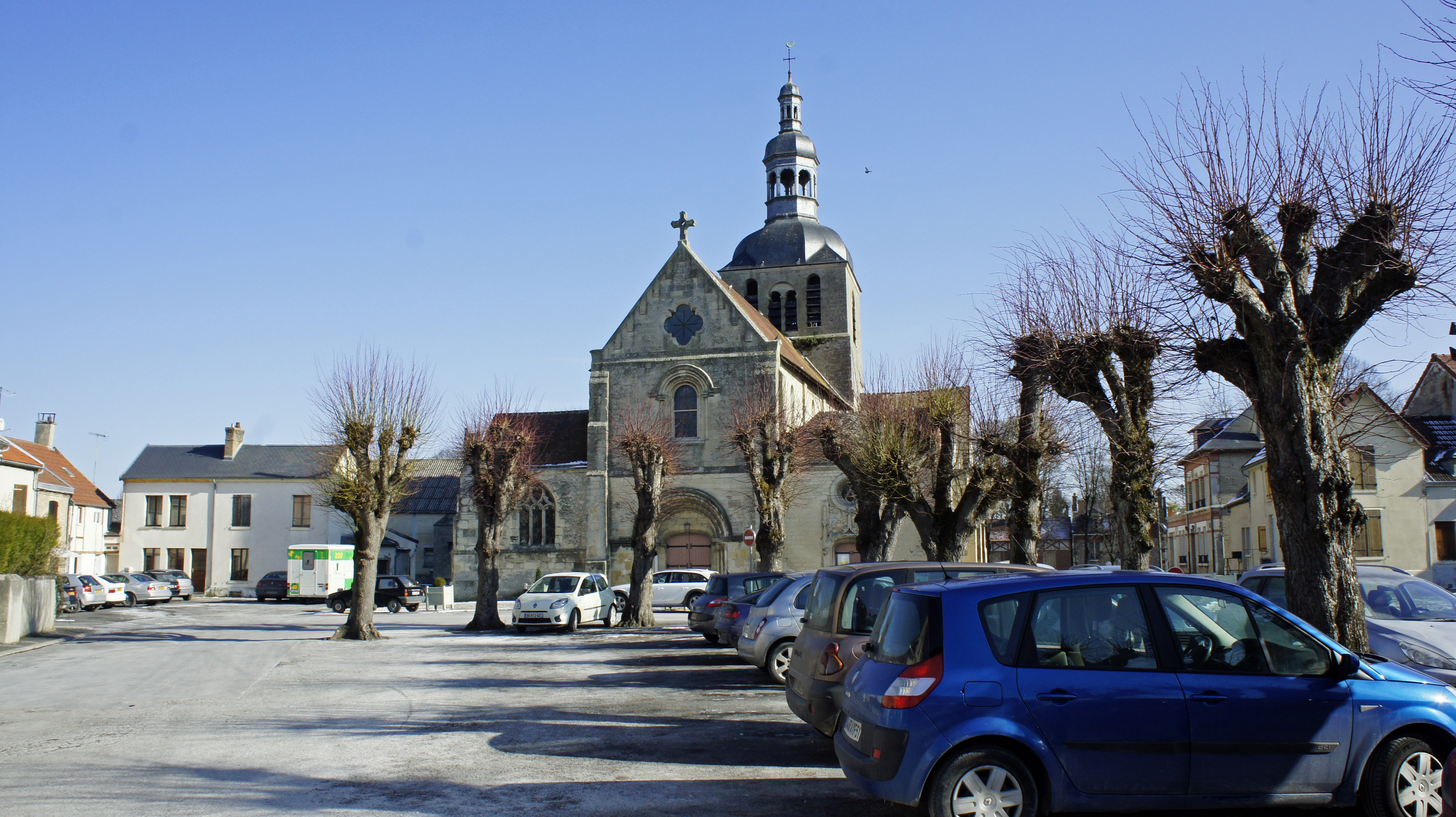
Sur la place, l'église.
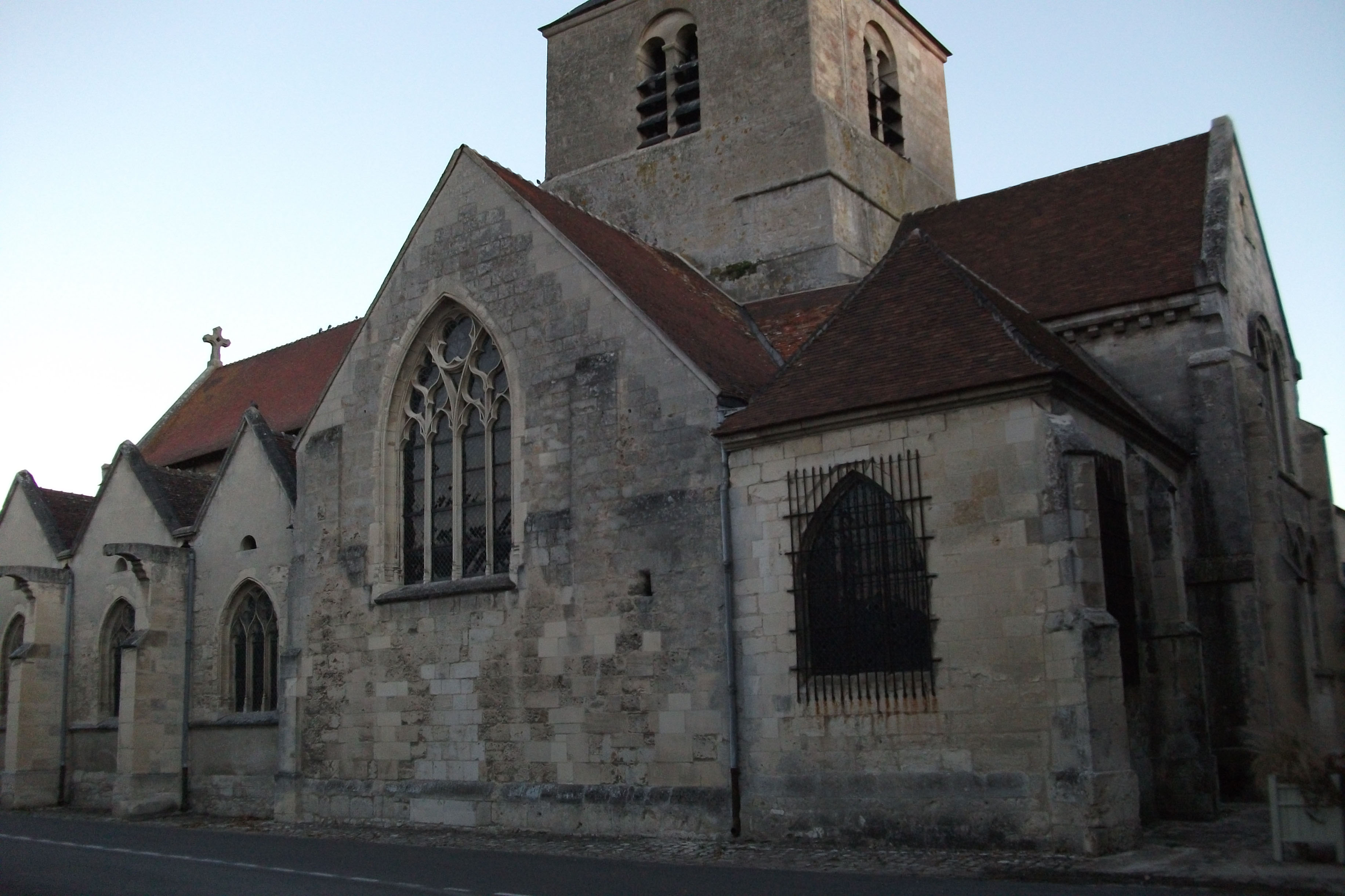
Façade vers le sud.

## Images de l'intérieur

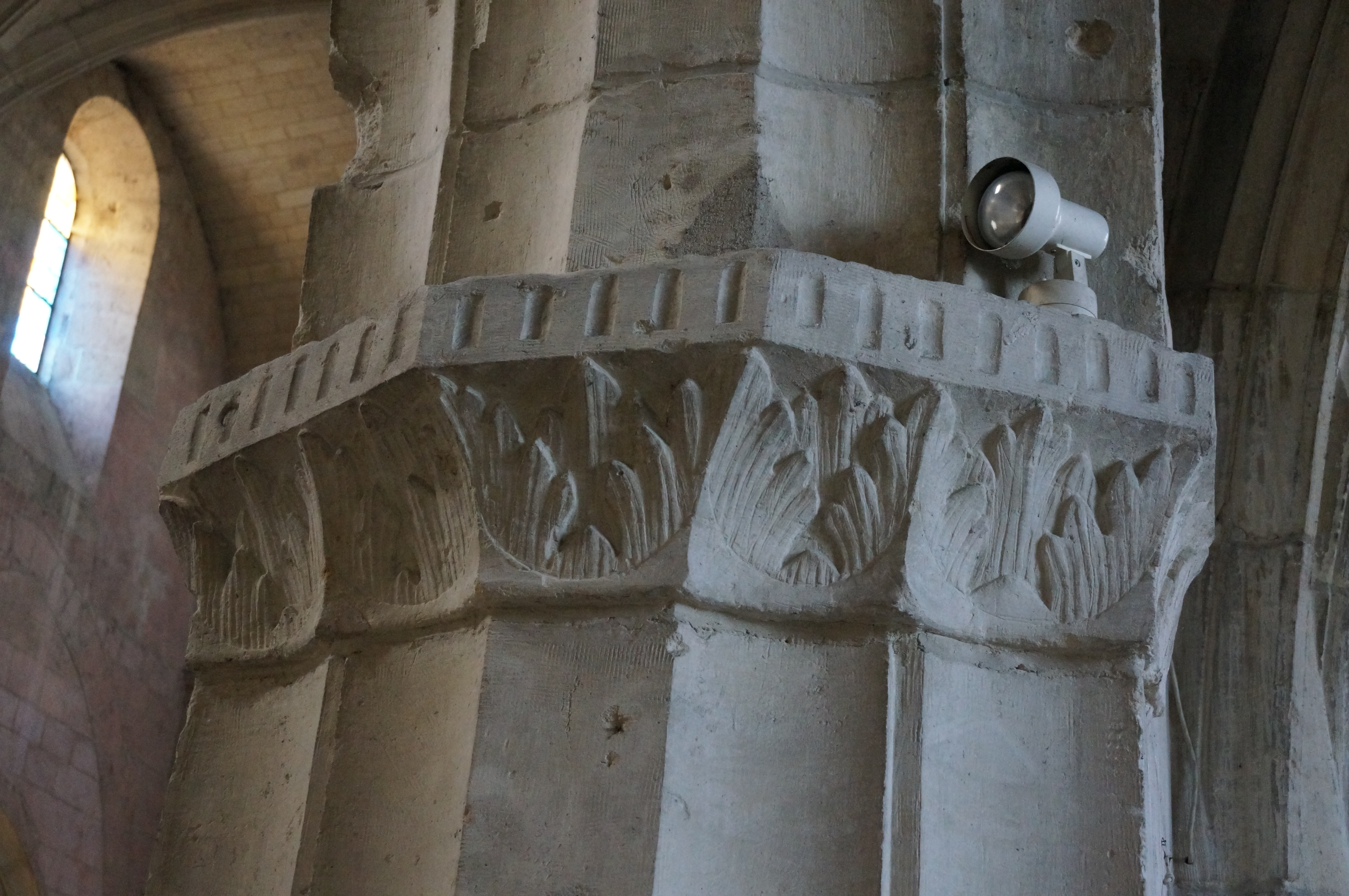
Chapiteau de la croisée du transept.
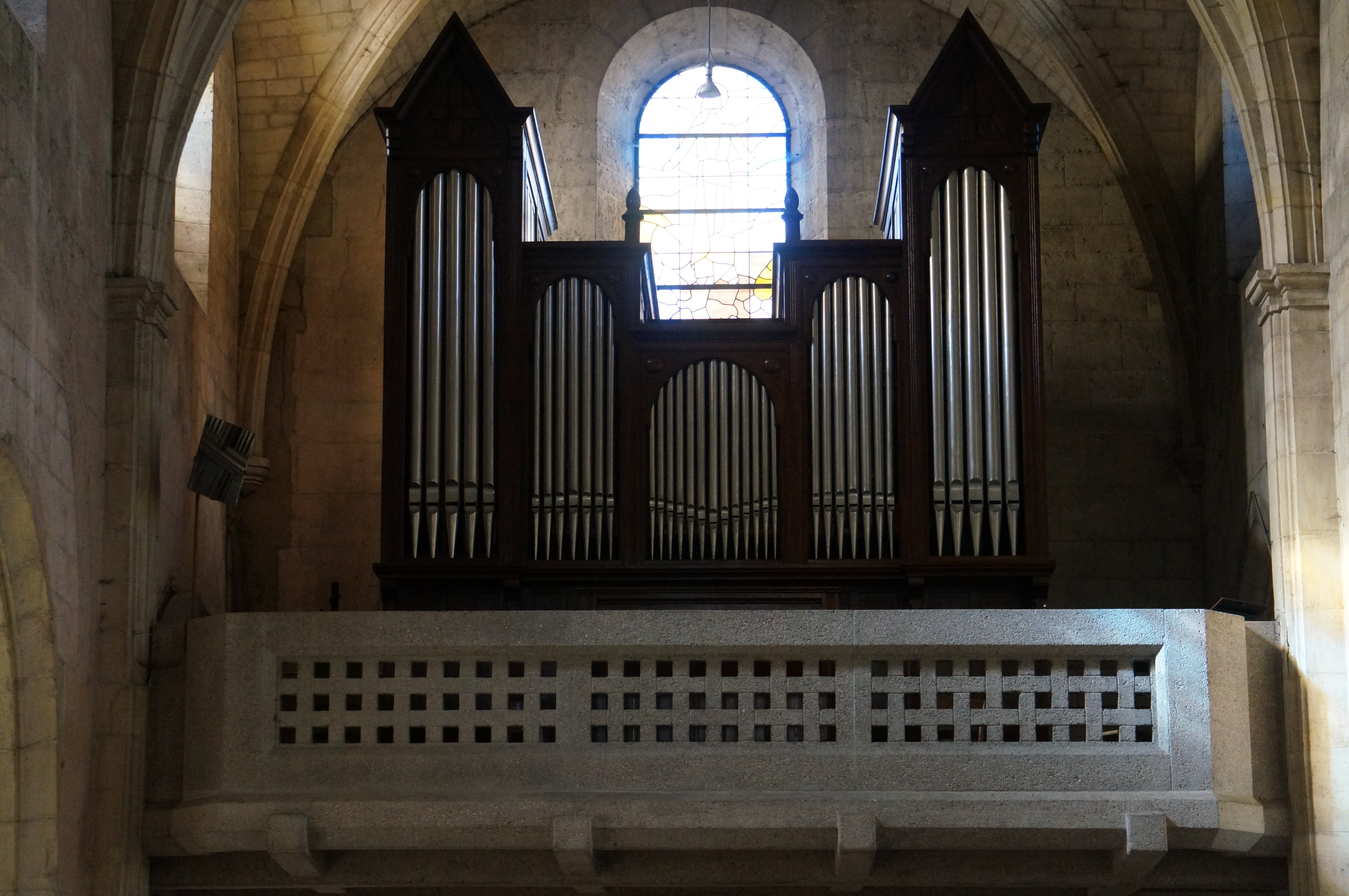
L'orgue et la tribune.
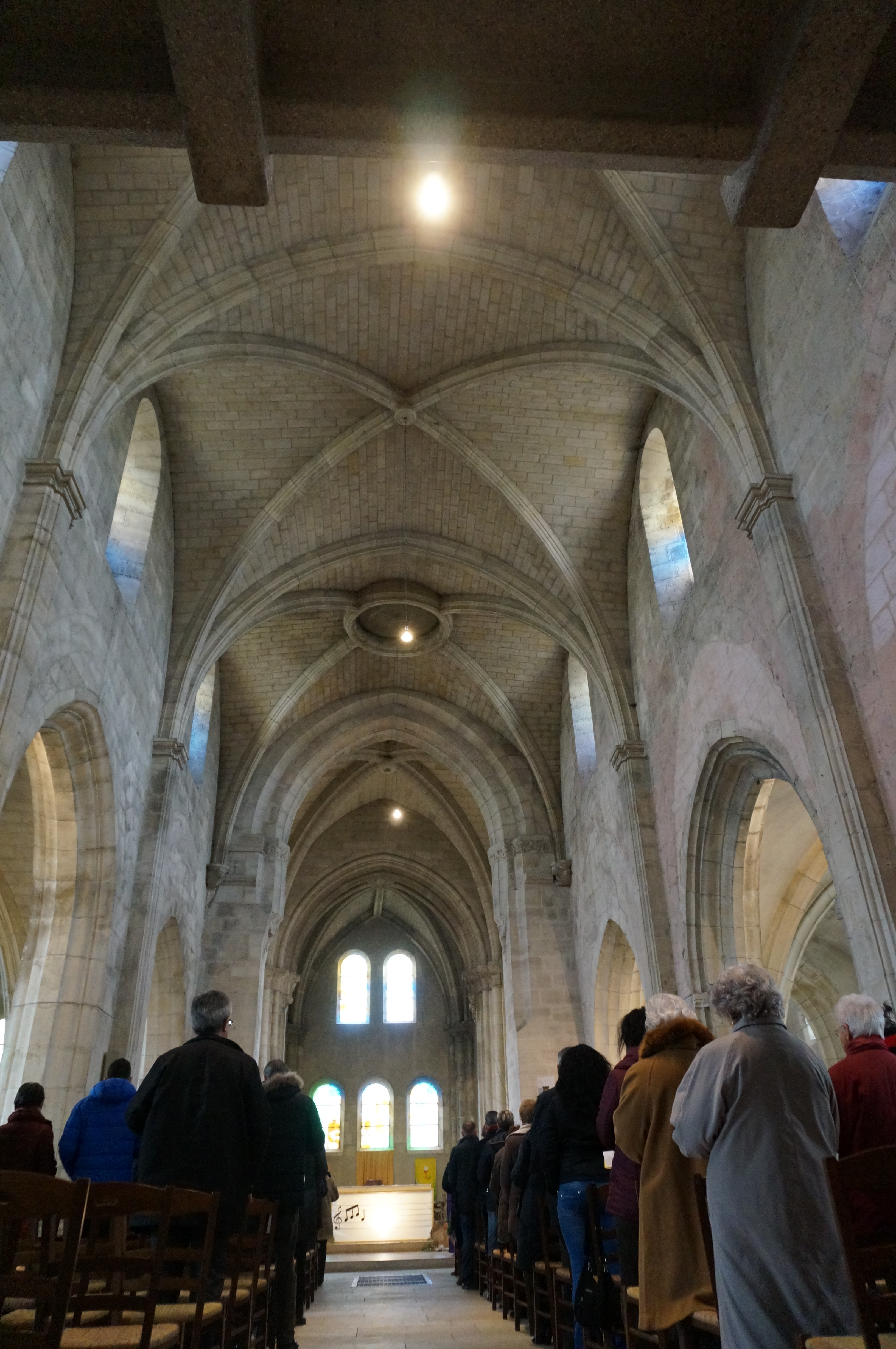
La nef.
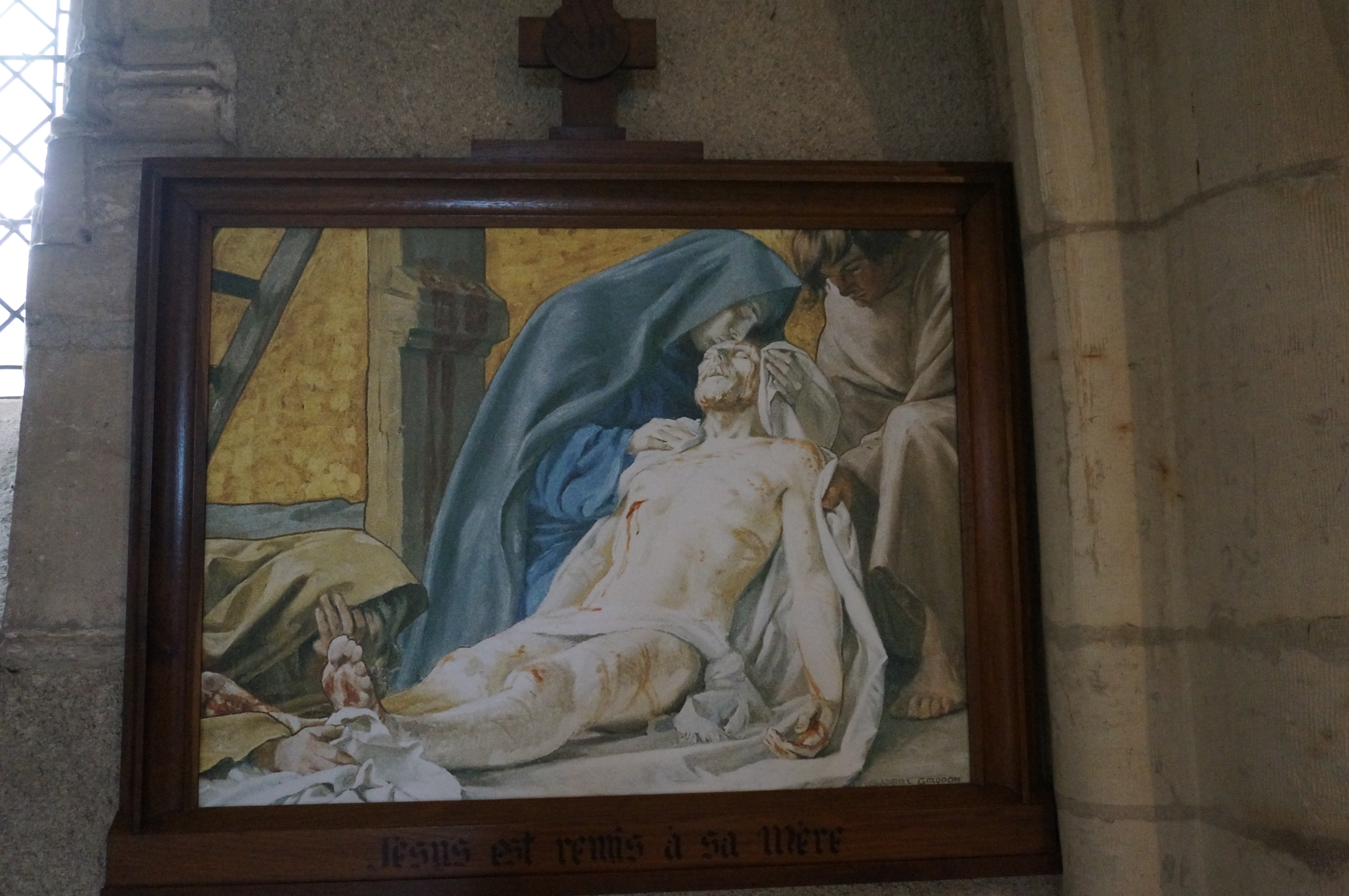
Chemin de croix par Gabriel Girodon.